# Gwrfoddw Hen
Gwrfoddw Hen (Gorbotonus in latino e Corboton in inglese; ... – attorno al 619) è stato sovrano dell'Ergyng.
Poco si sa su questo principe locale, che, attorno al 615, usurpò il trono alla morte di re Cynfyn. Avrebbe lottato contro i sassoni (forse i merciani) e dato il territorio sul Wye (a Bolgros) al vescovo Ufelfyw come ringraziamento per le sue vittorie. Compare anche in una serie di documenti del Libro di Llandaff, databili dal 615 al 619. Ebbe un figlio, Erfig, che però non salì sul trono, perché rimpiazzato dal figlio di re Cynfyn, Gwrgan Fawr.